# Finn Tugwell
Tugwell Finn est un pongiste danois né le 18 mars 1976 à Arhus (Danemark).

## Palmarès
2007 : Vice-Champion du Danemark en Simple (battu 4/3 en Finale). Éliminé 4/3 en 1/32° de Finale des Championnats du Monde à Zagreb, après avoir battu le N°1 Roumain Adrian Crisan (n°26 Mondial).
2006 : Vice-Champion du Danemark en Simple battu 4/3 en Finale
2005 : Champion d'Europe par équipes avec le Danemark. Champion du Danemark en Simple
2004 : Médaillé de Bronze aux Jeux olympiques d'Athènes en Double Messieurs avec Michael Maze (Seules médailles Européennes en Tennis de Table de cette compétition). Champion du Danemark en Simple.
2003 : Vice-Champion du Danemark en Simple
2002 : Champion du Danemark en Double Messieurs. Vice-Champion du Danemark en Simple. Finaliste en Double au Pro Tour de Chine
2001 : Champion du Danemark en Simple et en Double Messieurs
2000 : Qualifié pour les Jeux olympiques de Sydney en Double. Quart finaliste en Double au Pro Tour du Japon
1997, 1995, 1994 : Champion du Danemark en Double Messieurs
1993 : Champion du Danemark en Double junior